# Meskoura
Meskoura (franska: Meskoura (CR), Meskoura (Commune Rurale), arabiska: لقراقرة) är en kommun i Marocko.   Den ligger i provinsen Settat och regionen Casablanca-Settat, i den norra delen av landet, 160 km söder om huvudstaden Rabat. Antalet invånare är 7 482.